# O'Fallon (Illinois)
O'Fallon és una població dels Estats Units a l'estat d'Illinois. Segons el cens del 2005 tenia 25.647 habitants.

## Demografia
Segons el cens del 2000, O'Fallon tenia 21.910 habitants. La densitat de població era de 775,4 habitants/km².
Dels 8.310 habitatges en un 39,6% hi vivien nens de menys de 18 anys, en un 59% hi vivien parelles casades, en un 10,5% dones solteres, i en un 27,6% no eren unitats familiars. En el 23,2% dels habitatges hi vivien persones soles el 7,2% de les quals corresponia a persones de 65 anys o més que vivien soles. El nombre mitjà de persones vivint en cada habitatge era de 2,62 i el nombre mitjà de persones que vivien en cada família era de 3,13.
Per edats la població es repartia de la següent manera: un 28,3% tenia menys de 18 anys, un 8,0% entre 18 i 24, un 32,2% entre 25 i 44, un 22,7% de 45 a 60 i un 8,9% 65 anys o més.
L'edat mediana era de 35 anys. Per cada 100 dones de 18 o més anys hi havia 90,1 homes.
La renda mediana per habitatge era de 55.927 $ i la renda mediana per família de 66.262 $. Els homes tenien una renda mediana de 46.303 $ mentre que les dones 30.158 $. La renda per capita de la població era de 24.821 $. Aproximadament el 4,1% de les famílies i el 5% de la població estaven per davall del llindar de pobresa.

## Poblacions properes
El següent diagrama mostra les poblacions més properes.